# Alexei Jurjewitsch Katyschew
Alexei Jurjewitsch Katyschew (russisch Алексей Юрьевич Катышев; * 17. März 1949 in der Oblast Donezk; † 30. November 2006 in Jalta) war ein sowjetischer Schauspieler, der in zwei Märchenfilmen von Alexander Arturowitsch Rou den „guten Kerl“ spielte.

## Leben
Im Jahr 1964 beendete Katyschew seine Ausbildung als Tonmann in den Jaltaer Filmstudios (russisch Ялтинская киностудия Jaltinskaja Kinostudija). Auf Jalta fanden damals die Dreharbeiten zu Rous vorherigem Film statt, wobei der Regisseur auf den damals siebzehnjährigen Katyschew aufmerksam wurde und ihm sofort die Hauptrolle für sein nächstes Projekt anbot, obwohl er keinerlei Schauspielerfahrung besaß. Nach dem Ende der Dreharbeiten wurde er sofort zur Armee eingezogen, doch Rou engagierte sich dafür, dass seine Einheit in die Nähe Leningrads versetzt wurde, um ihn auch für sein nächstes Projekt als Darsteller beschäftigen zu können.
1971 wurde Katyschew in dem Musikfilm „Frühlingsmärchen“ besetzt, welches auf dem Motiv des alten russischen Volksmärchens vom „Schneeflöckchen“ basiert, das auf die Erde kommt und bei den Menschen wohnt. Er spielte dabei eine der männlichen Hauptrollen; seine Gesangparts übernahm der Opernsänger Wiktor Kiritschenko.
Nach Rous Tod 1973 wurde Katyschew nicht mehr in der Hauptrolle eingesetzt. Bis zum Beginn der 1990er-Jahre arbeitete er als Milchkraftfahrer in der 62. Jalta-Fahrgemeinschaft. Er war verheiratet und hatte drei Töchter, Oxana, Jana und Polina.

## Filmografie
- 1968: Feuer, Wasser und Posaunen (Огонь, вода и… медные трубы)
- 1970: Die schöne Warwara (Варвара-Краса, длинная коса)
- 1971: Frühlingsmärchen (Весенняя сказка)